# Kirsch

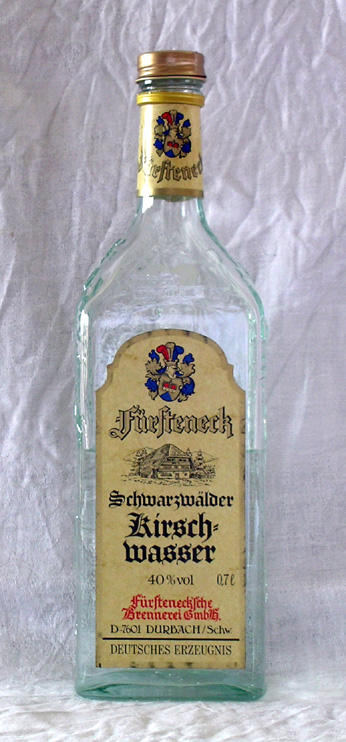
Kirschwasser.

Kirsch ou quirche é uma bebida alcoólica resultante da destilação de suco fermentado de uma cereja negra, típica da Alemanha. Apresenta coloração muito clara, pois não é envelhecida em carvalho, e ao contrário dos licores de cereja, não é doce. É usualmente servida como aperitivo gelado, mas nos países germânicos é comum servi-la após a refeição e, dependo da qualidade do produto, em temperatura ambiente. 
Faz ainda parte da receita de fondue de queijo.